# Бонтрон, Алиса
Алиса Бонтрон (швед. Alice Charlotte Bonthron, 28 сентября 1851 — 15 марта 1928) — шведский педагог, филантроп, директор школы для детей-инвалидов.

## Биография
Алиса Бонтрон родилась в Сконе в 1851 г. Её родителями были фермер Давид Вильгельм Бонтрон и Эбба Шарлотта Дю Ритц. Когда ей было 9 лет, от туберкулёза умерла её мать.
Алиса хотела быть учительницей, но в 19 лет вышла замуж за фермера Пера Юханссона и посещала практическую школу домашних наук. В 1877 г. муж Алисы умер, оставив её вдовой в 25 лет и с тремя детьми. Алиса вернула себе девичью фамилию, и, чтобы иметь средства к существованию, некоторое время для работала оператором на телеграфной станции — эта профессия уже стала доступна для женщин. Затем в поисках лучшей доли Алиса уехала в Гётеборг и в 1885 г. получила должность директора в школе для детей с физическими недостатками, основанной в 1885 г. Улофом Карландером. Карландер основал в Гётеборге Föreningen för bistånd åt vanföre — общество помощи инвалидам, первое общество подобного рода в Швеции. В том же году Карландер основал профессионально-техническое училище.
Вначале в школе было всего два ребёнка-инвалида, и у Алисы не было ровно никакого опыта, но затем она прошла четырёхмесячные курсы в Копенгагене в школе Haandsgernings skole for vanföre og lemlaestede, которая в то время лидировала в этой области обучения. Вернувшись после курсов в Гётеборг, Алиса приступила к созданию программы обучения детей-инвалидов, которая могла бы дать им возможность работать и обеспечивать самих себя. Аналогичные заведения открылись в Стокгольме и Гельсингфорсе, а школа в Гётеборге постепенно расширялась и несколько раз переезжала в более просторные здания. В 1894 г. Кристина Лундгрен, вдова купца Габриэля Лундгрена, пожертвовала школе принадлежавшее ей здание, которое позволило школе иметь пансион. В 1912 г. школа переехала в большое и специально построенное для неё здание.
Алиса всегда пользовалась поддержкой Улофа Карландера. После его смерти в 1898 г. на частные пожертвования она построила летнюю дачу для детей. Она собирала средства не только для школы, но и для ортопедической клиники.
Алиса с 1890 г. жила в Гётеборге с сыном Пером Эриком и дочерью Эббой Элизабет.
Алиса Бонтрон скончалась в 1928 г. В 1944 г. в её честь была названа улица в Гётеборге (Alice Bonthrongatan).